# 微鲤属
微鲤属是鲤科下的一种属，它是一种十分微小的鱼类，主要栖息于东南亚婆罗洲、苏门答腊岛、民丹岛的小溪或沼泽附近。
微鲤属下的微鲤是全世界已知最小的鱼类。最小的成熟雌性个体只有7.9毫米长，目前已知的最大个体也仅有10.3毫米。

## 物种
微鲤属目前有以下三个物种：
- 红宝石微鲤(Paedocypris carbunculus)  Britz & Kottelat, 2008[3]
- 细小微鲤(Paedocypris micromegethes)  Kottelat, Britz, H. H. Tan & K. E. Witte, 2006[1]
- 微鲤(Paedocypris progenetica)  Kottelat, Britz, H. H. Tan & K. E. Witte, 2006[1]